# Boeing B-29 Superfortress
Boeing B-29 Superfortress ("superfästningen") är ett amerikanskt tungt bombflygplan, som vanligtvis sammankopplas med fällningen av atombomberna över Hiroshima den 6 augusti och Nagasaki den 9 augusti 1945. 
B-29 och en uppgraderad version kallad Boeing B-50 användes av USA:s flygvapen in på femtiotalet bland annat under Koreakriget. 
Totalt 531 bombflygplan, däribland de berömda Bockscar och Enola Gay, tillverkades på licens av Glenn L. Martin Company.

## Användning
B-29 hade emellertid då använts i cirka ett år för att åsamka Japan skador på kommunikationer och industrier samt bombningar av civilbefolkningen. Nära 4 000 exemplar tillverkades. De användes i stort sett endast i striderna i Stilla havet då behovet i Europa inte längre fanns vid denna tidpunkt. I Stilla Havet hade planet stora fördelar av sina höjdprestanda, som minskade typens sårbarhet mot fiendens motåtgärder som luftvärnskanoner och jaktflygplan, samt sin långa räckvidd som tidigare bombplan saknat för att vara tillräckligt effektiva, främst för bombningar av det japanska fastlandet.

## Bilder

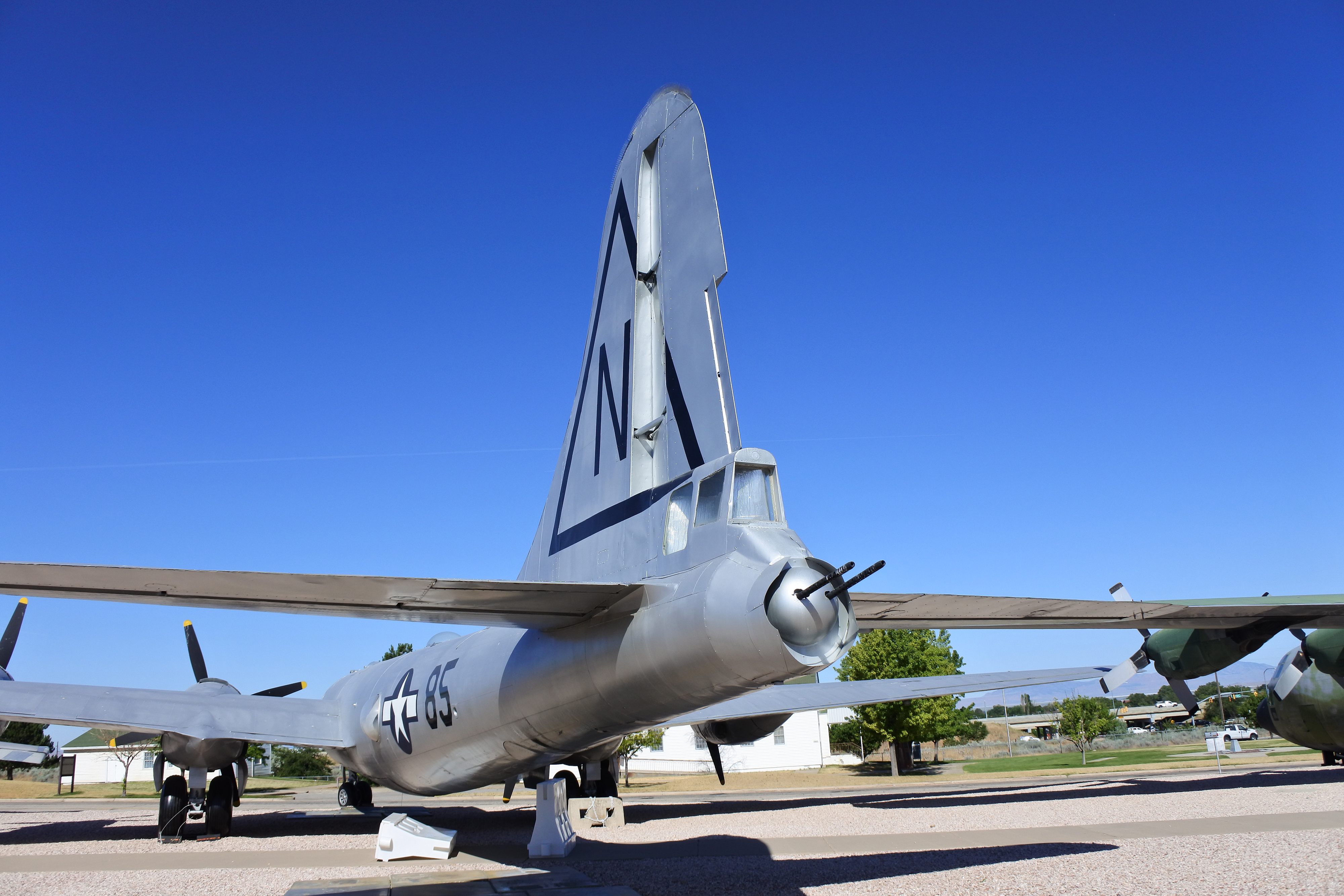
En B-29:a bakifrån.
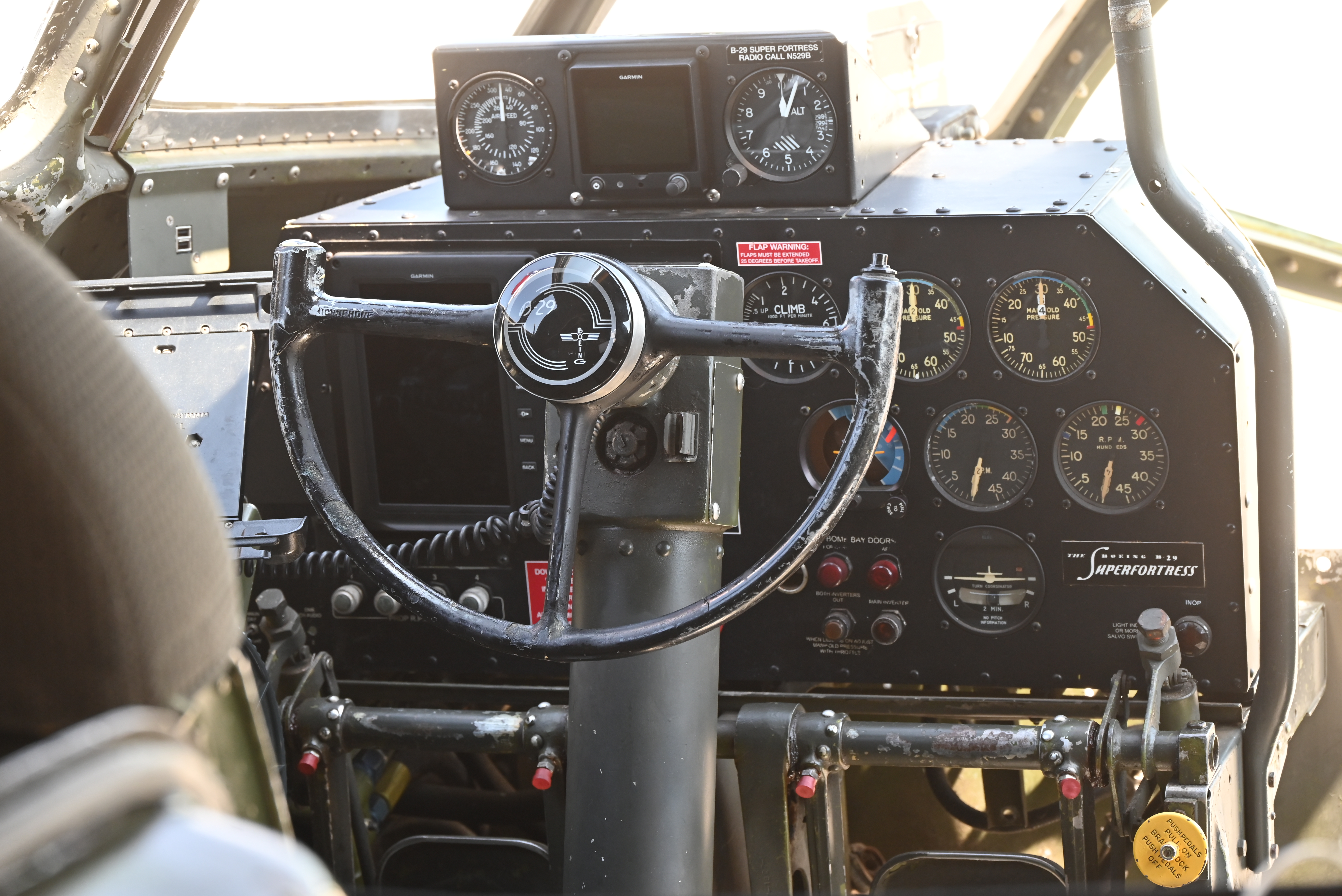
Cockpiten i en B-29:a.
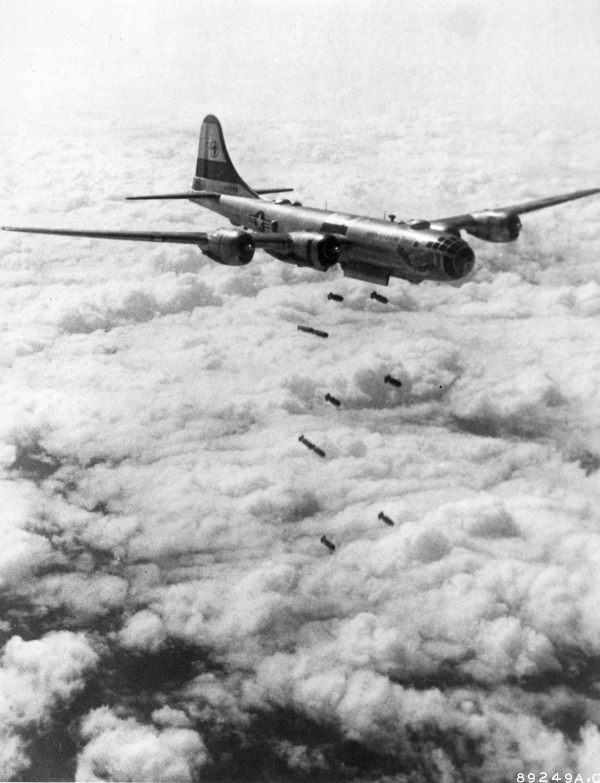
En B-29:a släpper bomber under Koreakriget.